# Monte Hacho
Monte Hacho er et lavt bjerg på 203 m, der ligger ved den spanske by Ceuta på nordkysten af Afrika. Bjerget ligger ud til Middelhavet ved Gibraltarstrædet over for Gibraltar, og sammen med Gibraltarklippen hævdes Monte Hacho at være en af Herkules' Søjler (alternativet til Monte Hacho er Jebel Musa, der er noget højere og ligger godt 10 km længere mod vest). I antikken var Monte Hacho kendt som Mons Abila.
Bjerget ligger på Alminahalvøen, og på toppen ligger et fort, Fortaleza de Hacho, som oprindeligt blev opført af byzantinerne. Senere har arabere, portugisere og spaniere videreudviklet fortet, der nu bruges af den spanske hær. På Monte Hacho finder man også et kloster, Ermita de San Antonio, og et mindesmærke for general Franco og indledningen af den spanske borgerkrig i Nordafrika i 1936. 